# Herrenhaus Unterklingensporn

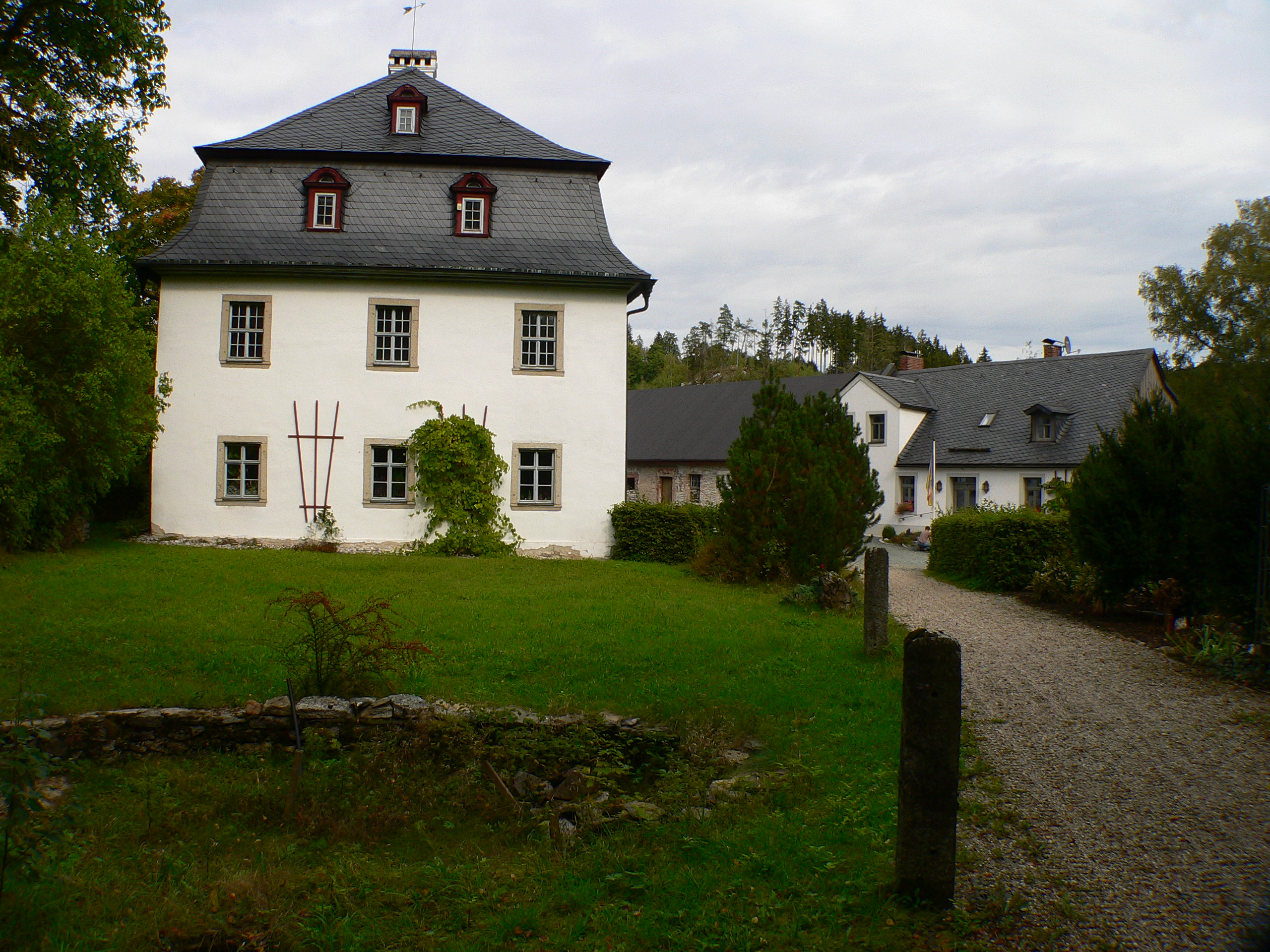
Herrenhaus Unterklingensporn

Das denkmalgeschützte Herrenhaus Unterklingensporn (bisweilen auch als Hammerschloss Unterklingensporn bezeichnet) steht im Ortsteil Unterklingensporn der oberfränkischen Stadt Naila von Bayern (Unterklingensporn 1). Das Hammerwerk wurde vom Wasser der Selbitz betrieben.

## Geschichte
Unterklingensporn wurde urkundlich erstmals im Jahre 1248 erwähnt. Der Ort wurde als brandenburgisches Lehen dem Leibarzt Klingensporn am Hof des ungarischen Königs verliehen. Der Reichsherold, Nikolaus von Klingsporn, hatte gegen die Einnahme durch den Grafen von Nürnberg protestiert. Da der brandenburgische Markgraf zu dieser Zeit auch Herr von Nürnberg war, gab er Klingensporn an die Familie des ungarischen Leibarztes von König Andreas II., des Vaters der heiligen Elisabeth, Nikolaus von Klingsporn, zurück.
Weiterer Besitzer war Heinrich von Weida, der Klingensporn bereits vor 1432 bewirtschaftete. Das Anwesen Unterklingensporn gehörte damals zum Markgraftum Brandenburg-Kulmbach. 1507 wurde das Gut als Besitz des Hanns von Reitzenstein zu Schwarzenstein genannt. Am 20. Juni 1637 wurde das Gut an den Hofrat und Stadtsyndikus Johann Drechsel verkauft († am 2. Februar 1657). Im Dreißigjährigen Krieg blieb Unterklingensporn von Zerstörungen verschont, durch die finanziellen Belastungen des Krieges wurde aber Drechsel in den Ruin getrieben. Der nachfolgende Johann Georg Drechsel brachte Unterklingensporn 1686 zu einer wirtschaftlichen Blüte.
Unterklingensporn ist bekannt wegen eines Überfalls am 16. Juli 1695. Gegen zehn Uhr morgens umzingelte eine Rotte von 20 Mann zu Fuß und zu Pferd das Hammerhaus, schlug die Tore ein und drang mit brennenden Fackeln ein. Der Hammerherr, Johann Georg Drechsel, und das Gesinde wurden auf brutale Weise misshandelt, der Ehefrau wurde ein Ohr abgeschlagen. Es wurden 2500 Gulden gestohlen und alles goldene und silberne Geschirr davongetragen. Drechsel starb fünf Jahre später am 26. September 1700 an den Folgen der Misshandlung. 1702 erfuhr die Obrigkeit von einem Dieb, der an dem Überfall beteiligt war, dass es die Adeligen von Tritschler, von der Planitz, zwei von Reitzenstein, von Schönfeld und ein von Oberländer waren, des Weiteren ein adeliges Fräulein und eine adelige Dame. Ihnen wurde in der Stadt Hof der Prozess gemacht. Am 5. Mai 1703 verloren der von Tritschler, der von der Planitz und der von Reitzenstein unter dem Schwert des Scharfrichters ihr Leben. Nur der von der Planitz wurde kirchlich begraben, da er Reue zeigte, die anderen wurden am Armensünderacker verscharrt. Der Leichnam des am 29. Mai 1703 im Gefängnis verstorbenen von Schönfeld wurde auf das Rad des Hochgerichtes geflochten. Von den weiteren angeklagten Personen wurde der Weber Fußheinrich gehenkt und drei weitere wurden enthauptet. Die anderen wurden des Landes verwiesen.
Christian Heinrich Löwel erwarb vermutlich nach dem Tode Drechsels das Schloss mit dem Hammerwerk und den umliegenden Gruben- und Hüttenbetrieben. 1723 baute Christian Heinrich Löwel ein neues Hammerwerk und wandelte das Herrenhaus als barock ausgestattetes Hammerschloss um. 1768 war der Umbau abgeschlossen, die Jahreszahl befindet sich noch in einem Deckenornament im Haus. 1780 besaß Ernst Abraham Löwel die Eisenhütte Unterklingensporn, bestehend aus einem Stabfeuer, einem Herrenhaus und Wirtschaftsgebäuden. Sein Zeitgenosse Freiherr von Hofmann schildert ihn als „wohlhabenden und thätigen Hammerherrn, der zugleich als Menschenfreund in der ganzen Gegend bekannt ist, dessen Vorfahren aus Sachsen abstammen (1684 den Kleinschmidthammer angekauft), und bey Eisenwerkern großes Vermögen erworben haben.“ Sein Sohn Heinrich David Theodor Löwel (* 1. Mai 1778; † 4. Juni 1855) war preußischer Kommerzienrat und der erste private Eisenhüttenmann, der in Preußen zu dieser Würde aufstieg. Der spätere Bergwerksbesitzer und Bankier Johann Christian Löwel war ein Freund des bayerischen Königs Ludwig I., der wegen einer Affäre mit der Tänzerin Lola Montez 1848 abdanken musste; diese floh daraufhin nach Unterklingensporn, wo der König sie noch mehrmals besuchte. Von dort reiste sie weiter nach London und San Francisco.
Im 19. Jahrhundert verschlechterte sich im Zuge des Niedergangs im Bergbau auch die wirtschaftliche Situation in Unterklingensporn. Nach mehreren Besitzerwechseln wurde der Eisenhammer 1870 eingestellt. 1919 erwarb Eberhard Schamel, Jurist aus Würzburg und vom 2. Mai 1952 bis zum 1. Mai 1963 Landrat für die Überparteiliche Wählergemeinschaft, das Hammerschloss. Er bewirtschaftete das Gut bis zu seinem Tod 1968. Seine Tochter, Herta Hofmann, erbte das Anwesen. Vier Jahre nach ihrem Tod kaufte 1985 der heutige Eigentümer Volkmar Schneider das Hammerschloss mit den umliegenden Grundstücken.

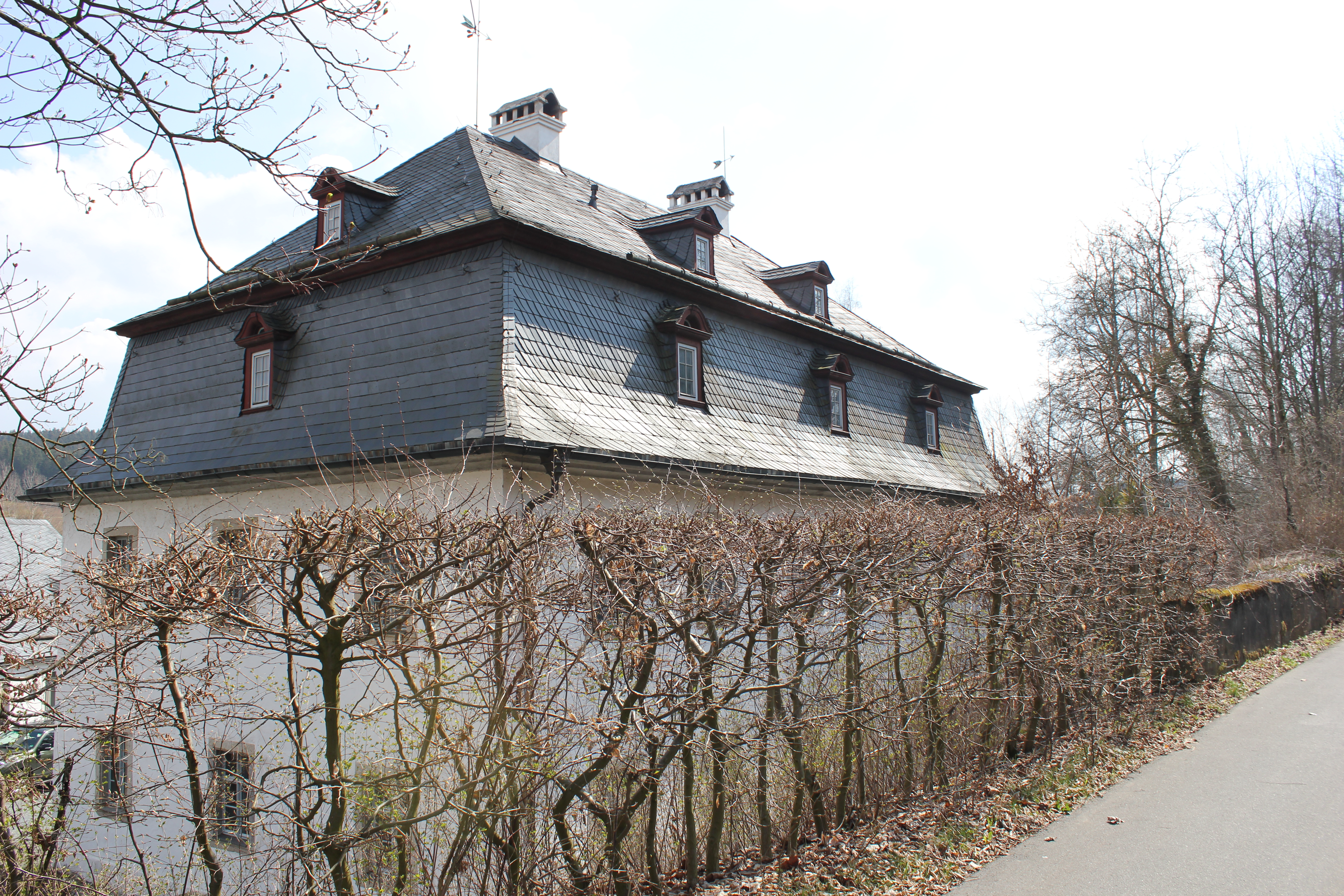
Herrenhaus Unterklingensporn

## Herrensitz Unterklingensporn heute
Das Herrenhaus des ehemaligen Hammerguts ist ein zweigeschossiger Mansarddachbau mit einer Lisenengliederung von 1768. Zu dem Schloss führt eine Einfahrt mit zwei Torpfeilern und einem schmiedeeisernen Tor, das wohl dort entstanden ist.
Unterklingensporn wurde 2015 renoviert. Die Familie Schneider bietet Unterkünfte für Feriengäste im ehemaligen Gesindehaus, Einstellung von Pferden und Übernachtungsmöglichkeiten für Wanderreiter an.